# مت موری
مت موری (متولد ۲ مه ۱۹۶۶) یک روزنامه‌نگار آمریکایی است که از ژوئن ۲۰۲۴ سردبیر واشینگتن پست است او از سال ۲۰۱۸ تا ۲۰۲۳ سردبیر وال استریت ژورنال بود.

## فعالیت حرفه‌ای
موری در سال ۱۹۴۴ به عنوان خبرنگار در ژورنال کار خود را آغاز کرد و از دفتر پیتسبورگ شروع کرد. او در سال ۱۹۹۷ به بخش پول و سرمایه‌گذاری پیوست که بخش بانکداری را پوشش می‌دهد. موری درجاتی را طی کرد تا معاون سردبیر و سپس سردبیر اجرایی شود.

### سردبیر
موری در ۵ ژوئن ۲۰۱۸ به عنوان سردبیر وال استریت ژورنال منصوب شد و جانشین جرارد بیکر شد و در ۱۱ ژوئن این نقش را بر عهده گرفت.
موری به عنوان سردبیر بر تحقیقات وال استریت ژورنال در مورد مایکل کوهن و رسوایی استورمی دنیلز-دونالد ترامپ که منجر به برنده شدن جایزه پولیتزر در سال ۲۰۱۹ شد، نظارت داشت.
در فوریه ۲۰۲۰، در بحبوحه واکنش شدید دولت چین در مورد تیتر یک مقاله نظری وال استریت ژورنال، موری با این شکایات موافقت کرد اما به دلیل جدایی بین اخبار و نظرات در روزنامه نتوانست هیچ اقدامی انجام دهد.
در پی قتل جورج فلوید و اعتراضات متعاقب آن، روزنامه نگاران در ژورنال نامه‌های متعددی به موری ارسال کردند که در آن از عدم تنوع روزنامه ابراز تاسف کردند و همچنین خواستار تغییر در نحوه پوشش نژادی، پلیسی و مالی این روزنامه شدند.
گزارش شده است که موری با لاتور، مدیر عامل داوجونز، که وال استریت ژورنال را منتشر می‌کند، رابطه تیره ای دارد. در ۱ فوریه ۲۰۲۳، اما تاکر، روزنامه‌نگار بریتانیایی به عنوان سردبیر جایگزین وی شد.
در ژوئن ۲۰۲۴، پس از انصراف سالی بازبی، او به عنوان سردبیر واشینگتن پست منصوب شد.

## تحصیلات
موری مدرک کارشناسی و کارشناسی ارشد روزنامه‌نگاری را از دانشگاه نورث‌وسترن گرفت.

## زندگی شخصی
موری که اهل بتسدا، مریلند بود و روزنامه دبیرستان خود را ویرایش می‌کرد، در اکتبر ۲۰۰۲ با جنین دایک فلوری ازدواج کرد. آنها با دخترشان در شهر نیویورک زندگی می‌کنند.

## کتاب‌ها
موری پدر و پسر را در مورد سفر پدرش از کارمند دولتی به راهب نظام سنت بندیکت در ایلینوی و یکی از نویسندگان کتاب قوی‌دل نوشت.